# Eptifibatidă
Eptifibatida este un medicament antitrombotic din clasa antiagregantelor plachetare. Calea de administrare disponibilă este cea intravenoasă. Face parte din categoria inhibitorilor glicoproteinei IIb/IIIa. Este o heptapeptidă ciclică.